# Концерт для фортепиано с оркестром (Римский-Корсаков)
Концерт для фортепиано с оркестром до-диез минор Op. 30 — сочинение Николая Андреевича Римского-Корсакова. Посвящён памяти Ференца Листа.

## Структура произведения
Концерт написан в одночастной форме, однако делится на четыре отчётливо отграниченных эпизода:
1. Moderato
2. Allegretto quasi polacca
3. Andante mosso
4. Allegro

Общая продолжительность звучания около 15 минут.

## История создания
Считается, что к жанру фортепианного концерта композитор обратился под влиянием Милия Балакирева. Римский-Корсаков начал работу над произведением в 1882 году, но 8 июня написал Балакиреву: «К Концерту моему я потерял вкус и вряд ли его стану кончать, а впрочем, не зарекаюсь. Если я его кончу, то, вероятно, не нынче летом». Тем не менее, проводя лето на мызе Стелёво, Римский-Корсаков продолжил работу и за лето закончил концерт в клавире, а 11 сентября 1882 г. на мызе Тайцы, где композитор с женой гостили у её дяди В. Ф. Пургольда, приступил к оркестровке. На автографе партитуры композитором поставлена дата её окончания 3 января 1883 года.
Концерт был впервые исполнен в 1884 году в рамках концертной программы Бесплатной музыкальной школы под руководством Балакирева. 23 ноября 1885 года он вновь прозвучал в первом Русском симфоническом концерте под управлением Георгия Дютша, партию фортепиано исполнил Николай Лавров. Ноты опубликованы в 1886 году в Лейпциге в издательстве Митрофана Беляева.

## Оценки
Сам композитор видел в своём сочинении «сколок с концертов Листа», однако остался доволен результатом: «Звучал он довольно красиво и в смысле фортепианной фактуры оказывался вполне удовлетворительным, чем немало удивлял Балакирева, которому концерт мой нравился. Он никак не ожидал от меня, не пианиста, уменья сочинить что-либо вполне по-фортепьянному».
С энтузиазмом встретил концерт Цезарь Кюи: «В разработке, развитии, видоизменении как всей темы, так и её отдельных фраз находим чудеса вкуса и вдохновения»; концерт, по мнению Кюи, «полон деталей, сливающихся в одно стройное целое, — деталей тематических, гармонических, модуляционных необычайной деликатности и неотразимой прелести»; впрочем, по мнению Кюи, роль солиста в концерте недостаточно самостоятельна и состязательна, а конец несколько скомкан. В дальнейшем А. Д. Алексеев не согласился с критикой Кюи, отмечая, что в концерте Римского-Корсакова «исключительное, иногда прямо-таки поражающее мастерство нигде не выступает на первый план и всецело становится средством выражения поэтической идеи»; по мнению Алексеева, «концерт свидетельствует о большом творческом опыте, накопленном в области народной песни, полифонии, ладо-гармонического языка, музыкальных форм, в частности, вариационных».